# Difluoruro di diazoto
Il difluoruro di diazoto, o difluorodiazene, è un nome cumulativo di due isomeri geometrici (cis e trans) del composto inorganico binario dell'azoto trivalente con il fluoro, avente formula formula N2F2, o anche F–N=N–F, dove però l'azoto è nello stato di ossidazione +1. Entrambi questi alogenuri di azoto in condizioni normali sono gas incolori fortemente reattivi.

## Struttura molecolare
La molecola N2F2 può esistere nelle due forme isomere cis e trans. La forma cis ha simmetria C2v e risulta polare (0,16 D).  Le lunghezze di legame N-N e N-F sono rispettivamente 121 pm e 141 pm; l'angolo N-N-F è 114°. La forma trans ha  simmetria C2h ed è apolare. Le lunghezze di legame N-N e N-F risultano rispettivamente 122 pm e 140 pm; l'angolo N-N-F è 106°. I due isomeri sono interconvertibili ma si possono separare tramite distillazione frazionata a bassa temperatura. L'isomero cis è termodinamicamente favorito per 12,5 KJ/mol.

## Sintesi
Il difluoruro di diazoto fu ottenuto per la prima volta da J. F. Haller nel 1942 per decomposizione termica del fluoruro di triazoto (impropriamente chiamato anche azoturo di fluoro).
{\displaystyle {\ce {2N3F -> 2N2 + N2F2}}}
La reazione è potenzialmente esplosiva; per evitare problemi il metodo di sintesi più conveniente è passare difluoroammina su fluoruro di potassio:
{\displaystyle {\ce {NHF2 + KF ->[{\ce {(193K)}}] NHF2.KF ->[{\ce {(293K)}}] 1/2N2F2 + KHF2}}}
Sintesi alternative utilizzano la fluorurazione dell'azoturo di sodio o la reazione della N-N-difluorourea con idrossido di potassio.
Tutte queste procedure portano ad una miscela dei due isomeri, che possono poi essere separati per distillazione frazionata a bassa temperatura. Altrimenti esistono procedure per sintetizzare il singolo isomero. L'isomero trans si ottiene facendo reagire tetrafluoroidrazina con cloruro d'alluminio:
{\displaystyle {\ce {2N2F4{}+2AlCl3->{\mathit {trans}}-N2F2{}+3Cl2{}+2AlF3{}+N2}}}
L'isomero cis si ottiene facendo reagire una miscela degli isomeri con AsF5. Solo l'isomero cis reagisce formando N2F+ e AsF−6; la successiva reazione di N2F+ con NaF e HF produce solo cis-N2F2:
{\displaystyle {\ce {{\mathit {cis}}-N2F2{}+AsF5->N2F+.AsF6^{-}}}}

## Reattività
I due isomeri di N2F2 hanno reattività differenti. L'isomero trans è termodinamicamente meno stabile del cis, ma si può conservare in recipienti di vetro. L'isomero cis, pur essendo termodinamicamente più stabile, è più reattivo e reagisce lentamente col vetro formando tetrafluoruro di silicio e ossido di diazoto:
{\displaystyle {\ce {2N2F2 + SiO2 -> SiF4 + 2N2O}}}
Entrambi gli isomeri per riscaldamento si decompongono formando fluoro e azoto elementari.